# アーケゾア
アーケゾア (Archezoa) は、真核生物のうちミトコンドリアを獲得していない原始的な生物群をさす用語である。「古い(arche-)動物(zoa)」を意味する。トーマス・キャバリエ＝スミスが1983年に提唱し、その構成を変えながら検討が続けられた仮説的分類群であったが、20世紀末までに否定された。

## 特徴
アーケゾアは、真核生物でありながら、ミトコンドリアを持っていない。さらにペルオキシソームもなく、ゴルジ体も発達しない。

## 仮説
当時注目を集め、今では広く受け入れられている細胞内共生説によれば、細胞核を持たない原核生物に別の原核生物が共生することによって真核生物が誕生したと考えられる。こうした共生由来のオルガネラのうち、ミトコンドリアは非常に多くの真核生物に共通しているが、嫌気的環境にはミトコンドリアを持たない各種の真核生物が存在している。そこで真核生物が成立した際に、まず細胞核を獲得した原始的真核生物(protoeukaryote)が後に好気性バクテリアを共生させてミトコンドリアを獲得したという仮説を考えることができる。ミトコンドリアを持たない真核生物「アーケゾア」は、その中途段階の子孫であり、この仮説を支持する証拠だと考えるのである。しかもこうしたアーケゾアは、当時の分子系統解析では真核生物の系統樹の基部に位置づけられていたことも、この仮説を支持していた。
この「アーケゾア仮説」は、以下の2つの主張から構成される。
1. すでに細胞核を持つ原始的真核生物（＝アーケゾア）が細胞内共生によってミトコンドリアを獲得した。
2. ミトコンドリアを獲得する前の原始的真核生物の子孫が現生のアーケゾアである。

この後者(2)の主張については21世紀を待たずに、アーケゾアとされた全ての生物が、ミトコンドリアを持つ生物を祖先に持ち2次的にミトコンドリアを失ったことが明確になっている。またアーケゾアが真核生物の系統樹の基部を占めるという解析結果も、手法が未発達であったことによる人工産物だと考えられている。
もっとも、これにより前者(1)の主張が自動的に否定されるわけではない。原核生物が他の原核生物を取り込む現象が知られていないうちは、ある程度発達した原始的真核生物がミトコンドリアを獲得したと考えるのが自然だからである。2010年代後半になってようやく、一部の古細菌（アスガルド古細菌）が真核生物と良く似た細胞骨格や内膜系に関連した遺伝子を持つことが明らかになり、またある種の真正細菌が実際に食作用（のような取り込み）を行うことが示された。

## 構成と変遷
1983年に提唱した際には原生動物界に属する亜界としており、そこにはミトコンドリアを欠く生物群としてパラバサリア、メタモナス、微胞子虫、アーケアメーバの4門を含めていた。このうちアーケアメーバは新設の分類群であるが、その構成要素が明確にされたのは1987年である。同年、アーケゾアは界ならびに上界に昇格させられ、他の全ての真核生物（Metakaryota上界に所属させる）とは根本的に異なる位置付けを与えられた。しかしこの同じ論文を端緒に、ミトコンドリアを二次的に喪失したと判断された生物群が取り除かれていき、最終的に全てが二次的にミトコンドリアを失ったことが判明した。真核生物をアーケゾア上界とMetakaryota上界とに二分する枠組みは1998年に破棄された。なおその後も提唱当初と同じ原生動物界アーケゾア亜界という分類群は残されたが、もはやミトコンドリアの起源とは関係がなくなり、2003年にはそれも放棄された。

### パラバサリア
最初に取り除かれたのはパラバサリア門で、これは超鞭毛虫類とトリコモナス類からなっていた。そもそもアーケゾア仮説の提唱より以前に、トリコモナスにヒドロゲノソームが発見されており、それがミトコンドリアに由来している可能性は議論されていた。これに加えて、パラバサリア類には明瞭なゴルジ体や核外紡錘糸が存在していることも「原始的真核生物」としては似つかわしくないとされた。そこで1987年にアーケゾアを界に昇格させた際にパラバサリアは取り除かれた。なおトリコモナスのヒドロゲノソームがミトコンドリア由来であることが確実となったのは1996年である。

### アーケアメーバ
次に検討の対象になったのはアーケアメーバ門で、その構成要素はエントアメーバ科、ペロミクサ科、マスチゴアメーバ科の3群である。まずエントアメーバ科は動物の腸管に寄生（または片利共生）しており、パラバサリアと同様に嫌気的環境への適応として二次的にミトコンドリアを喪失した可能性が問題となった。しかも1989年のリボソームRNA遺伝子を用いたごく初期の分子系統解析で、エントアメーバ科の赤痢アメーバが真核生物の基部に位置していないという結果が得られた。そこで1991年にエントアメーバ科が取り除かれた。続いて残る2群についても分子系統解析が行われ、いずれも真核生物の基部に位置しないことから1996年に取り除かれた。なお赤痢アメーバがかつてミトコンドリアを持っていたことは1995年に、ミトコンドリア由来のマイトソームを持っていることは1999年に示されている。

### 微胞子虫
微胞子虫門は全てが寄生性であることから、同様に二次的にミトコンドリアを喪失した可能性が考えられた。パラバサリアとは違って、微胞子虫はヒドロゲノソームや発達したゴルジ体を持っていない上、リソソーム、鞭毛、中心小体をも欠いていて、微細構造の観点からはかなり単純だといえるが、これも寄生適応で失ったと考える事が可能である。1993年頃よりイントロンのスプライシング装置が存在することが知られるようになり、これもより派生的な生物が寄生適応により縮退した可能性を示唆した。1997年にはミトコンドリア型シャペロンの存在が明らかとなった。タンパク質のアミノ酸配列を用いた系統解析によって真菌との近縁性が強固に示され、これはキチン質の細胞壁を持つ事など様々な共通性によって支持されることから、1998年に微胞子虫はアーケゾアから取り除かれた。その後、微胞子虫もマイトソームを持つ事が2002年に示されている。

### メタモナス
最後に残ったのがメタモナス門であるが、しかしランブル鞭毛虫がかつてミトコンドリアを持っていた可能性は1994年にすでに示唆されており、他の生物群と同様により強固な証拠が出揃うのは時間の問題と考えられるようになった。キャバリエ＝スミスは1998年に微胞子虫をアーケゾアから取り除くと同時に、かつて取り除いたパラバサリア門を復帰させた。この意味でのアーケゾア亜界は、ミトコンドリアを獲得する以前の祖先的な真核生物ではなく、ペルオキシソームとイントロンを持たない真核生物という全く定義の異なる生物群である。これも2003年にパラバサリア類をメタモナス門に含めるとともに、アーケゾアは放棄された。なおランブル鞭毛虫には2002年にイントロンの存在が、2003年にはマイトソームの存在が、2018年にはペルオキシソームの存在が示されている。一方この群に含まれるMonocercomonoides exilisは2016年にミトコンドリアを（マイトソームなど縮退したものを含めて）完全に欠いていることが示されているが、これも二次的喪失である。